# Dálnice D2 (Slovensko)
Dálnice D2 (slovensky Diaľnica D2) je slovenská dálnice která propojuje česko-slovenskou hranici z navazující české dálnice D2 (hraniční přechod Brodské), Kúty, Malacky, Bratislavu a slovensko-maďarskou hranici kde na ni navazuje maďarská dálnice M15. (hraniční přechod Čunovo). Je součástí evropských cest E58, E65 a E75.
Výstavba dálnice proběhla v letech 1969 - 2007. V letech 2029 – 2032 bude dálnice rozšířena na tři pruhy v každém směru od křižovatky Lozorno po křižovatku Bratislava - Lamač.

## Úseky dálnice

### Lamačská cesta – Staré Grunty
Tento úsek D2 se nachází mezi výjezdy Bratislava – Alexyho a Bratislava – Mlynská dolina a byl ve výstavbě od května 2003 do května 2007. V červnu 2007 byl odevzdán do předčasného užívání. Jeho délka je 3,7 km. Úsek se nachází v bezprostřední blízkosti bratislavské zoo, z tohoto důvodu byly podél celého úseku u zoo vystavěny protihlukové stěny. Kvůli výstavbě byl přesunut vstup do zoo.

### Křižovatka Stupava – jih
3,2 km dlouhý úsek byl ve výstavbě 2011 - 2012.

### Bývalý dálniční přivaděč
Součástí jedné dálniční mimoúrovňové křižovatky je také úsek silnice, který byl v minulosti formálně samostatným dálničním přivaděčem. Jedná se o bývalý dálniční přivaděč PD 1 v okrese Malacky mezi silnicí I/2 a dálnicí D2 u obce Lozorno s délkou 0,173 km.

## Výjezdy
| Číslo exitu | Exit                                             |
| ----------- | ------------------------------------------------ |
| 5           | Kúty                                             |
| 29          | Malacky                                          |
| 41          | Lozorno                                          |
| 50          | Stupava (křižovatka s dálnicí D4)                |
| 55          | Bratislava - Lamač                               |
| 57          | Bratislava - Alexyho                             |
| 58          | Bratislava - Polianky                            |
| 61          | Bratislava - Mlynská dolina                      |
| 62          | Bratislava - Mlynská dolina                      |
| 64          | Bratislava - Petržalka (křižovatka s dálnicí D1) |
| 65          | Bratrská                                         |
| 71          | Jarovce (křižovatka s dálnicí D4)                |

## Nezpoplatněný úsek
Vozidla do 3,5 tuny potřebují k použití slovenských dálnic a rychlostních silnic dálniční známku. Úsek Bratislava-Lamač (Exit 55) až Bratislava-Jarovce (Exit 71) není zpoplatněný a lze ho použít i bez známky. Placené úseky jsou označené dopravními značkami.